# Großer Langschwanz-Kleintenrek
Der Große Langschwanz-Kleintenrek (Microgale principula), teilweise auch Großer Langschwanz-Kleintanrek, ist eine Säugetierart aus der Gattung der Kleintenreks innerhalb der Familie der Tenreks. Er stellt einen mittelgroßen Vertreter dar, der durch seinen ausgesprochen langen Schwanz gekennzeichnet ist. Dieser erreicht das Doppelte der Körperlänge. Im übrigen Aussehen entsprechen die Tiere mit ihrem spindelförmigen Körper, den kräftigen Gliedmaßen und dem langschmalen und spitzschnauzigen Kopf den anderen Kleintenreks. Das Verbreitungsgebiet des Großen Langschwanz-Kleintenrek erstreckt sich über die Regenwälder des östlichen Madagaskars, wo sie mittlere und höhere Bergregionen bewohnen. Seine Lebensweise ist kaum erforscht, möglicherweise lebt er teils baumkletternd. Die Art wurde im Jahr 1926 eingeführt, galt aber eine Zeitlang als identisch mit dem Kleinen Langschwanz-Kleintenrek. Bedeutend sind auch einige subfossile Funde von der Südspitze der Insel. Der Bestand der Tiere wird als nicht bedroht eingestuft.

## Merkmale

### Habitus
Der große Langschwanz-Kleintenrek gehört zu den mittelgroßen Vertretern der Kleintenreks, er ähnelt stark dem Kleinen Langschwanz-Kleintenrek (Microgale longicaudata), ist aber durchschnittlich größer. Nach Messungen von fünf Individuen aus den Anosyenne-Gebirge im Süden Madagaskars beträgt die Kopf-Rumpf-Länge 7,0 bis 8,0 cm, die Schwanzlänge liegt bei 14,7 bis 16,4 cm und das Körpergewicht bei 9,5 bis 12,5 g. Weitere acht Individuen vom Anjanaharibe- und vom Marojejy-Massiv im Norden der Insel hatten mit entsprechenden Werten von 7,1 bis 8,0 cm beziehungsweise 14,6 bis 17,1 cm sowie 8,5 bis 10,5 g eine nahezu identische Größenvariation. Der Körperbau gleicht dem anderer Kleintenreks, der Körper ist spindelförmig, die Gliedmaßen sind kurz sowie kräftig und der langschmale Kopf läuft nach vorn spitz zu. Die Ohren erreichen eine Länge von 14 bis 17 mm. Markant ist der lange Schwanz, der mehr als das Doppelte der restlichen Körperlänge einnimmt. Er wird von einem feinen, kurzhaarigen Fell bedeckt, nur die Unterseite der Schwanzspitze ist auf einer Länge von 15 bis 20 mm nackt. Der Rücken zeichnet sich durch eine rötlichbraune Fellfärbung aus, die Unterseite erscheint grau mit gelblichbraunen Einwaschungen. Die Gliedmaßen enden in jeweils fünfstrahlige Hände und Füße. Am Hinterfuß ist der fünfte Zeh deutlich verlängert, er erreicht die Ausmaße des zweiten Zehs. Die Gesamtlänge des Hinterfußes schwankt zwischen 17 und 19 mm. Weibchen besitzen an der Brust ein Paar und in der Leistengegend zwei Paare an Zitzen.

### Schädel- und Gebissmerkmale
Der Schädel ist mittelgroß, seine größte Länge beträgt 21,5 bis 22,7 mm, die größte Breite am Hirnschädel liegt bei 8,9 bis 9,4 mm. Das Rostrum ist moderat kurz und breit, der hintere Schädel wirkt schmal. Die Jochbögen sind nicht vollständig ausgebildet. Das Gebiss setzt sich aus 40 Zähnen mit folgender Zahnformel zusammen: {\displaystyle {\frac {3.1.3.3}{3.1.3.3}}}. In der oberen Gebissreihe sind zwischen dem ersten Schneidezahn und dem zweiten Prämolaren (P3) kurze Diastemata ausgebildet, Ausnahmen bilden der zweite und dritte Schneidezahn, die eng beieinander stehen. Der innerste obere Schneidezahn überragt den Eckzahn an Höhe, ebenso wie der letzte Prämolar höher ist als der vorangehende. Sowohl am zweiten Schneidezahn als auch am Eckzahn und am vordersten Prämolaren treten zusätzliche Höckerchen vor und hinter dem Haupthöcker auf. Der untere vordere Prämolar ähnelt einem Eckzahn (caniniform). Die Molaren weisen kaum Unterschiede zu denen anderer Kleintenreks auf. Die Kaufläche ist zalambdodont gestaltet und weist so drei Haupthöcker auf. Der obere letzte Mahlzahn ist in seiner Größe reduziert. Die Länge der gesamten oberen Zahnreihe variiert von 10,1 bis 10,8 mm.

## Verbreitung

Verbreitungsgebiet des Großen Langschwanz-Kleintenreks

Der Große Langschwanz-Kleintenrek kommt endemisch in Madagaskar vor. Sein Verbreitungsgebiet erstreckt sich in einem mehr oder weniger breiten Streifen von Nord nach Süd über den östlichen Teil des Inselstaates. Bedeutende Vorkommen befinden sich im Norden etwa an den Massiven von Anjanaharibe und Marojejy beziehungsweise in den südlich anschließenden Waldgebieten von Tsararano und Makira sowie auf der Halbinsel Masoala, alle in der Provinz Antsiranana gelegen. Im zentralen Teil der Insel konnte die Art etwa im Ambatovy-Analamay-Torotorofotsy-Waldkomplex und im Nationalpark Andasibe-Mantadia in der Provinz Toamasina nachgewiesen werden, ebenso im Waldkorridor von Anjozorobe-Angavo im Grenzgebiet der Provinzen Toamasina und Antananarivo. Bestände im Süden Madagaskars sind im Nationalpark Ranomafana in der Provinz Fianarantsoa und im Anosyenne-Gebirge in der Provinz Toliara dokumentiert. Die Tiere bewohnen tropische Regenwälder der mittleren und höheren Gebirgsstufen, teilweise kommen sie auch in degradierten Wäldern vor. Die Höhenverbreitung reicht von 500 bis 1875 m. Allgemein gelten sie als relativ häufig. In einigen Gebieten wie den Bergländern des Andasibe-Mantadia-Nationalparks oder am Anjanaharibe-Massiv tritt der Große Langschwanz-Kleintenrek sympatrisch mit dem Kleinen Langschwanz-Kleintenrek (Microgale longicaudata) auf, in letzterer Region besiedelt der Große Langschwanz-Kleintenrek aber durchschnittlich höhere Gebirgslandschaften.

## Lebensweise
Die Lebensweise des Großen Langschwanz-Kleintenreks ist nur wenig bis kaum erforscht. Möglicherweise lebt er teils baumbewohnend (scansorial), worauf auch der lange Schwanz mit der nackten Spitze hindeutet, der so als Greifschwanz dienen könnte, ebenso wie der Bau der Füße. Direkte Nachweise dafür liegen bisher nicht vor, einige Tiere wurden in einer Höhe von etwa 1 m im Geäst beobachtet. Der überwiegende Teil der untersuchten Individuen etwa aus dem Anosyenne-Gebirge ist jedoch in Bodenfallen gefangen worden. Die Hauptnahrung setzt sich aus Heuschrecken, Käfern, Hautflüglern und Spinnen zusammen. Als innerer Parasit tritt der Einzeller Eimeria in Erscheinung.

## Systematik
Der Große Langschwanz-Kleintenrek ist eine Art aus der Gattung der Kleintenreks (Microgale) innerhalb der Familie der Tenreks (Tenrecidae). Die Kleintenreks bilden zusammen mit den Reiswühlern (Oryzorictes) und den Vertretern der Gattung Nesogale die Unterfamilie der Reistenreks (Oryzorictinae). Sie sind mit mehr als 20 Arten auch das formenreichste Mitglied der Tenreks und werden aufgrund einiger morphologischer Merkmale als eher ursprünglich innerhalb der Familie angesehen. Laut molekulargenetischen Analysen formte sich die Gattung bereits im Unteren Miozän vor etwa 16,8 Millionen Jahren heraus und diversifizierte sich in der Folgezeit sehr stark. Die heutigen Vertreter sind an verschiedene Lebensweisen angepasst, so kommen teils unterirdisch grabende, oberirdisch lebende beziehungsweise baumkletternde und wasserbewohnende Formen vor. Ein größerer Teil der Kleintenreks bewohnt die feuchten Wäldern des östlichen Madagaskars, einige wenige Arten haben dagegen auch die trockeneren Landschaften des westlichen Inselteils erschlossen. Innerhalb der Gattung können sowohl morphologisch als auch genetisch verschiedene Verwandtschaftsgruppen nachgewiesen werden. Mit seinem äußerst langen Schwanz steht der Große Langschwanz-Kleintenrek mit anderen langschwänzigen Vertretern der Gattung in Verbindung, etwa dem Kleinen Langschwanz-Kleintenrek (Microgale longicaudata) oder dem Major-Langschwanz-Kleintenrek (Microgale majori), was die genetischen Daten unterstützen.
Unterarten des Großen Langschwanz-Kleintenreks sind nicht bekannt. Subfossil treten Funde der Art in der Andrahomana-Höhle südwestlich von Tolagnaro im äußersten Südosten von Madagaskar auf. Die Höhle ist in den Eolianit-Aufschlüssen der Steilküste eingebettet und befindet sich in einem Übergangsgebiet von den Trockengebieten des westlichen zu den Feuchtlandschaften des östlichen Inselteils. Heute ist der Große Langschwanz-Kleintenrek hier nicht mehr verbreitet. Das ungemein reichhaltige Fossilmaterial, das den Zeitraum der letzten 8700 Jahre abdeckt, wird schon seit dem Ende des 19. Jahrhunderts erkundet. Im Jahr 1928 beschrieb Guillaume Grandidier eine Serie von Schädeln aus der Höhle zur Art Microgale decaryi gehörig, die er nach dem Entdecker der Funde Raymond Decary benannte. Drei Jahre später verwies sie Grandidier zusammen mit Gabriel Petit zur Gattung Paramicrogale, die sie anhand des robusten Schädels mit flachem Hirnschädel und Vergrößerungen im Bereich des Nasen- und Stirnbeins sowie des Mittelkieferknochens definierten. In diese stellten sie außerdem Paramicrogale occidentalis, die Form wird aber aufgrund des kurzen Schwanzes mit dem Kurzschwanz-Kleintenrek (Microgale brevicaudata) in Verbindung gebracht. Im Jahr 1972 vereinte Henri Heim de Balsac Paramicrogale jedoch wieder mit Microgale, während Ross D. E. MacPhee in seiner Revision der Kleintenreks aus dem Jahr 1987 Microgale decaryi aufgrund fehlender Abweichungen mit dem Großen Langschwanz-Kleintenrek synonymisierte.
Die wissenschaftliche Erstbeschreibung des Großen Langschwanz-Kleintenreks erfolgte im Jahr 1926 durch Oldfield Thomas. Als Grundlage diente ein ausgewachsenes Weibchen, das aus den Regenwaldgebieten des südöstlichen Madagaskars (Provinz Fianarantsoa) nahe der Ortschaft Midongy in der Region Midongy du Sud, ein heutiger Nationalpark, stammt. Das Individuum stellt den Holotypen der Art dar, die Region gilt als ihre Typuslokalität. Ursprünglich hatte Thomas 1882 eine Fundserie von 39 Individuen langschwänziger Kleintenreks von Ankafina im zentral-östlichen Madagaskar zu einer Art, dem Kleinen Langschwanz-Kleintenrek, zusammengefasst. Aufgrund bestehender Größenunterschiede innerhalb dieser Fundserie spaltete er die Art im Jahr 1918 auf und trennte den Major-Langschwanz-Kleintenrek ab, der etwas kleiner ist als sein Verwandter. Mit dem Großen Langschwanz-Kleintenrek legte er dann acht Jahre später eine größere, äußerlich aber ähnliche Form aus dem Südosten der Insel vor. Das Artepitheton principula verweist dabei auf die Größe der Tiere, von denen Thomas annahm, dass sie die größten Vertreter der gesamten Gattung (in seiner damaligen Definition) repräsentieren. In der gleichen Veröffentlichung aus dem Jahr 1926 stellte Thomas mit Microgale sorella eine zwischen Microgale longicaudata und Microgale principula vermittelnde Form vor, die aus dem Beforona-Wald westlich von Andevorante in der ostmadagassischen Provinz Toamasina stammt. Allerdings wurde in der Folgezeit die Eigenständigkeit der einzelnen langschwänzigen Kleintenrekformen unterschiedlich bewertet. Heim de Balsac sah in den 1970er Jahren sowohl Microgale principula als auch Microgale sorella als Unterarten des Kleinen Langschwanz-Kleintenreks an. Dagegen konnte MacPhee 1987 den Großen Langschwanz-Kleintenrek mit Hilfe von abweichenden Schädelmaßen vom Kleinen Langschwanz-Kleintenrek absetzen und erkannte ersteren als eigenständig an. Gleichzeitig vereinte er Microgale sorella mit dem Großen Langschwanz-Kleintenrek. Die Eigenständigkeit des Großen Langschwanz-Kleintenreks von seinen kleineren Verwandten wurde im Jahr 2004 durch molekulargenetische sowie 2007 durch cytogenetische Daten bestätigt.

## Bedrohung und Schutz
Größere Bedrohungen für den Bestand des Großen Langschwanz-Kleintenreks sind nicht bekannt, längerfristig können sich Lebensraumverlust durch Waldzerstörung in Folge von Umwandlung in landwirtschaftlich nutzbare Fläche oder zur Entnahme von Bauholz negativ auswirken. Weitere Einflüsse haben unter anderem auch Waldbrände. Die Art ist aber weit verbreitet, zudem wird davon ausgegangen, dass die Population aufgrund der relativen Häufigkeit der Tiere vergleichsweise groß ist. Die IUCN stuft den Großen Langschwanz-Kleintenrek daher als „nicht bedroht“ (least concern) ein. Er kommt in zahlreichen Schutzgebieten vor, darunter etwa der Nationalpark Marojejy, der Nationalpark Ranomafana und der Nationalpark Midongy du Sud. Prinzipiell bedürfen der Kleine Langschwanz-Kleintenrek, der Major-Langschwanz-Kleintenrek und der Große Langschwanz-Kleintenrek einer Revision um unter anderem auch das genaue Verbreitungsgebiet der drei nahe verwandten Arten genauer umreißen zu können.